# Wereldkampioenschappen schaatsen afstanden 2023 - 500 meter vrouwen
De 500 meter vrouwen op de wereldkampioenschappen schaatsen afstanden 2023 werd gereden op vrijdag 3 maart 2023 in het ijsstadion Thialf in Heerenveen, Nederland.
Titelverdediger was Angelina Golikova, maar de Russen waren niet welkom op dit wereldkampioenschap. Haar titel ging naar Femke Kok die sneller was dan Vanessa Herzog en Jutta Leerdam.

## Uitslag
| #      | Schaatser          | Land                | Tijd  |
| ------ | ------------------ | ------------------- | ----- |
| Goud   | Femke Kok          | Nederland           | 37,28 |
| Zilver | Vanessa Herzog     | Oostenrijk          | 37,33 |
| Brons  | Jutta Leerdam      | Nederland           | 37,54 |
| 4      | Kim Min-sun        | Zuid-Korea          | 37,56 |
| 5      | Erin Jackson       | Verenigde Staten    | 37,62 |
| 6      | Miho Takagi        | Japan               | 37,68 |
| 7      | Michelle de Jong   | Nederland           | 37,86 |
| 8      | Kimi Goetz         | Verenigde Staten    | 37,89 |
| 9      | Jekaterina Ajdova  | Kazachstan          | 38,08 |
| 10     | Kurumi Inagawa     | Japan               | 38,09 |
| 11     | Jin Jingzhu        | China               | 38,20 |
| 12     | Carolina Hiller    | Canada              | 38,24 |
| 13     | Kako Yamane        | Japan               | 38,33 |
| 14     | Lee Na-hyun        | Zuid-Korea          | 38,38 |
| 15     | Alina Dauranova    | Kazachstan          | 38,54 |
| 16     | Brooklyn McDougall | Canada              | 38,56 |
| 17     | Ellia Smeding      | Verenigd Koninkrijk | 38,63 |
| 18     | Kim Hyun-yung      | Zuid-Korea          | 38,98 |
| 19     | Martine Ripsrud    | Noorwegen           | 39,09 |
| 20     | Li Qishi           | China               | 39,26 |
| 21     | McKenzie Browne    | Verenigde Staten    | 39,28 |
| 22     | Iga Wojtasik       | Polen               | 39,52 |
| 23     | Zhang Lina         | China               | 39,66 |
| 24     | Martyna Baran      | Polen               | 39,77 |

1996 · 
1997 · 
1998 · 
1999 · 
2000 · 
2001 · 
2003 · 
2004 · 
2005 · 
2007 · 
2008 · 
2009 · 
2011 · 
2012 · 
2013 · 
2015 · 
2016 · 
2017 · 
2019 · 
2020 · 
2021 · 
2023 · 
2024 · 
2025